# Basilique Santa Maria in Domnica
La basilique Santa Maria in Domnica ou Santa Maria alla navicella est une église-basilique romaine située sur la via della Navicella et attenante à la villa Celimontana dans le rione de Celio.

## Historique

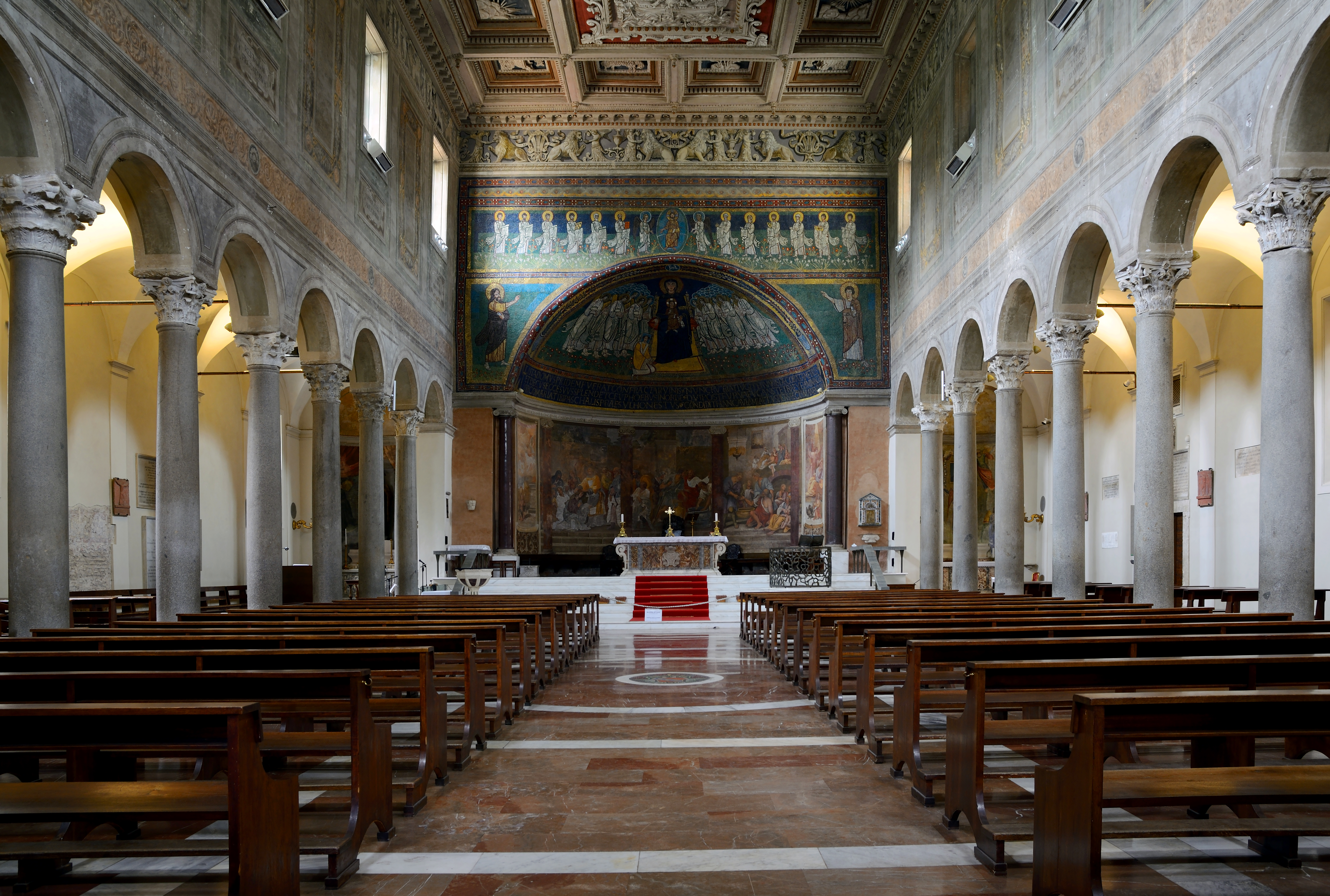
Vue intérieure et plafonds à caissons

La première édification de la basilique Santa Maria in Domnica remonte à la fin du VIIe siècle avec l'établissement d'une église située à proximité de la 5e cohorte des Vigiles urbains. Elle est reconstruite entre 818 et 822 sous le pape Pascal Ier à qui l'on doit les mosaïques intérieures. Elle est restaurée en 1513-14 par le cardinal Giovanni de Medici, futur pape Léon X, qui confie les travaux à Andrea Sansovino. 
Plusieurs hypothèses sont données pour l'origine du nom Domnica dérivant soit de dominicum (le Seigneur) soit du nom d'une femme vivant à proximité appelée Cyriaca (signifiant appartenant au Seigneur). Concernant le nom alternatif et courant de alla Navicella il réfère à la sculpture représentant une barque (navicella en italien) placée devant l'église et transformée en fontaine de la Navicella par Léon X.
Elle est le siège du titre cardinalice Santa Maria in Domnica institué en 678.

## Architecture
L'extérieur de la basilique, telle qu'elle apparaît actuellement, est le résultat des travaux de Andrea Sansovino qui ajoute le portique extérieur aux colonnes de style toscan. L'intérieur est constitué de trois nefs séparées par dix-huit colonnes de granite gris d'époque impériale surmontées de chapiteaux corinthiens et avec un remarquable plafond à caissons Renaissance en bois décoré de Perin del Vaga réalisé sur des dessins de Giulio Romano.
Dans l'abside, se trouvent d'importantes mosaïques du IXe siècle représentant le Christ, les anges et les apôtres, Moïse et Elie, une Vierge à l'Enfant sur le trône et Pascal Ier à genoux dont le nimbe carré autour de la tête indique que le pape était encore en vie au moment de la réalisation de l'œuvre. L'intérieur de la basilique présente aussi des fresques réalisées par Lazzaro Baldi.

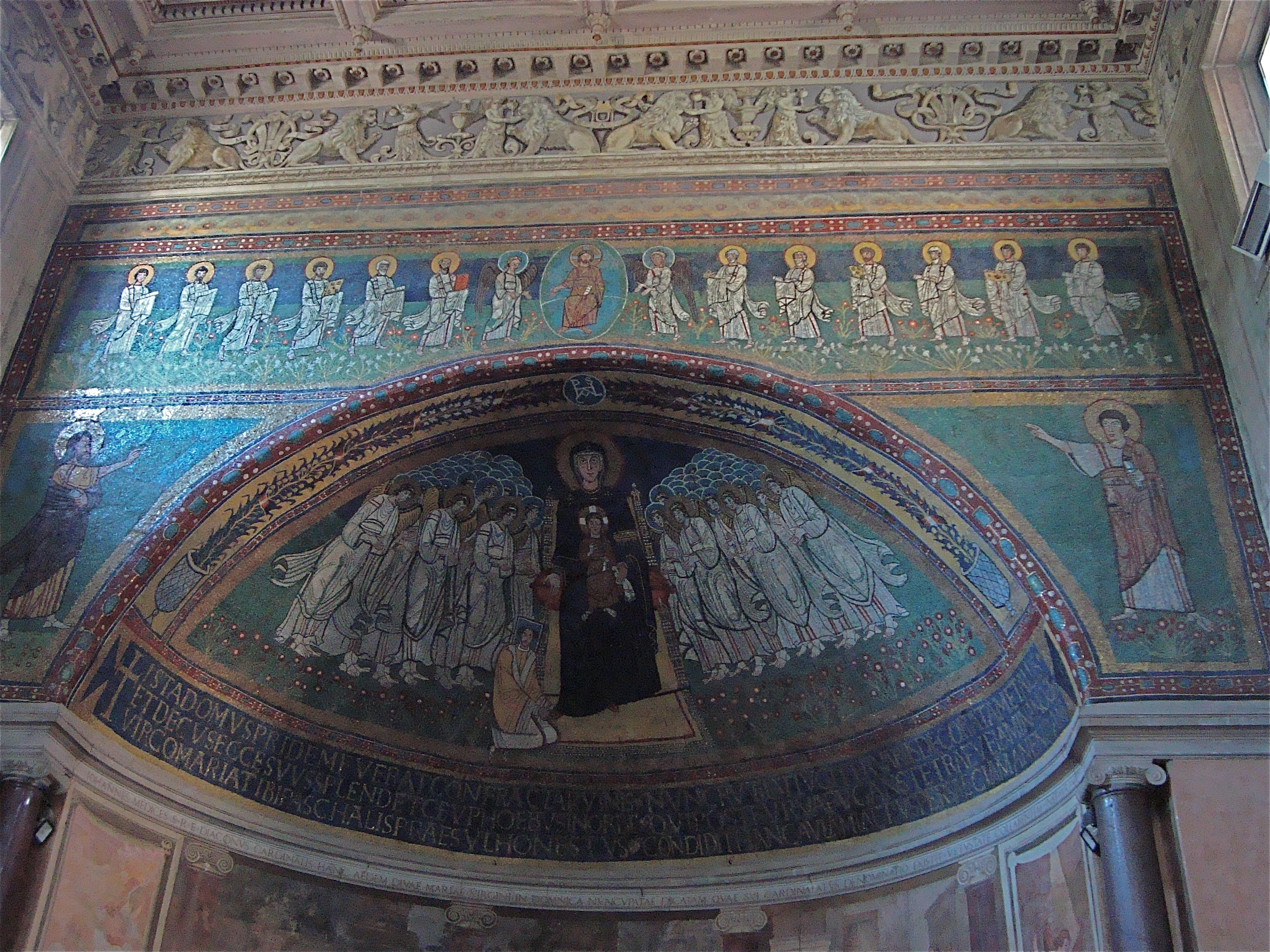
Les mosaïques de l'abside
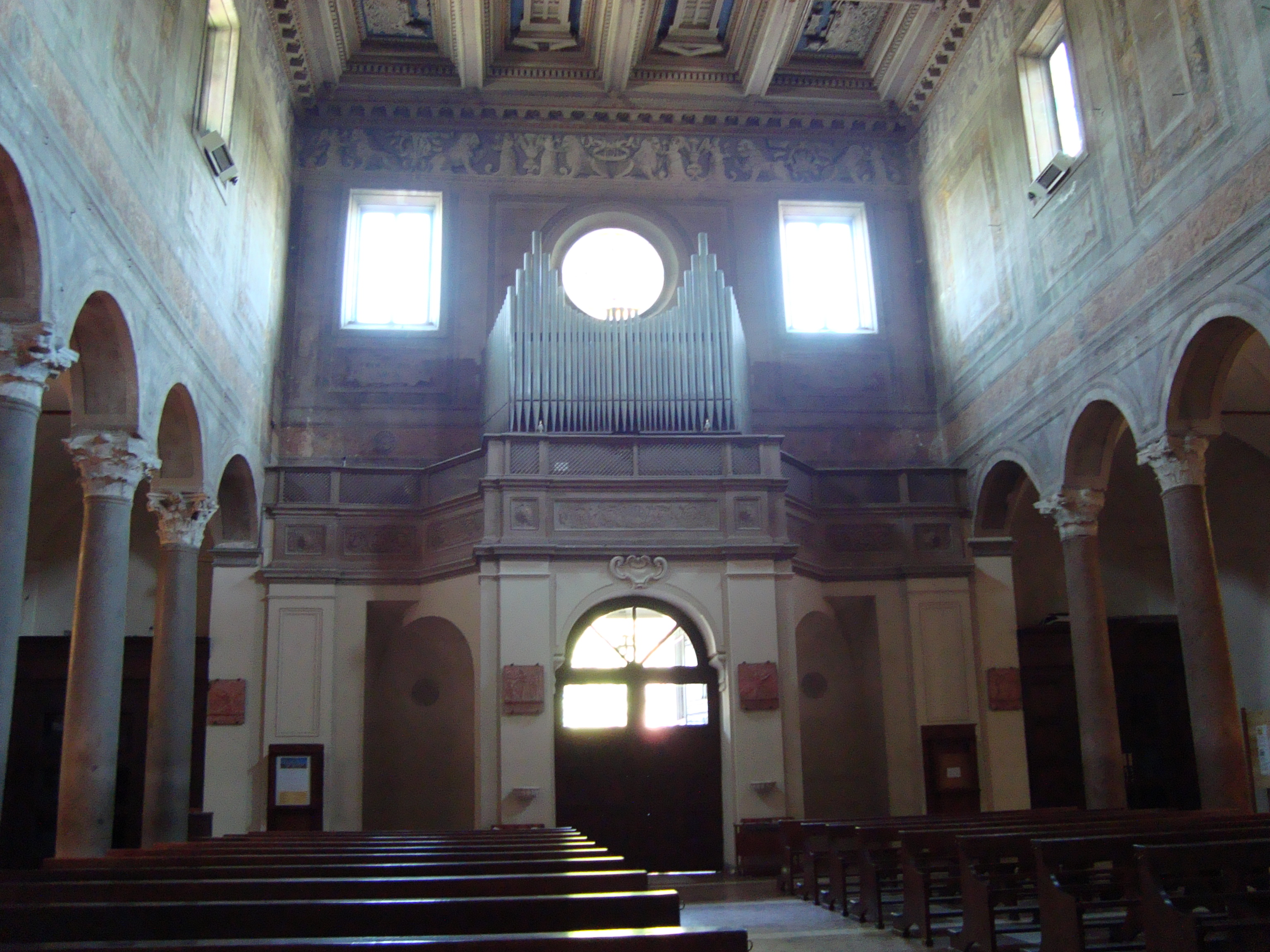
Les orgues
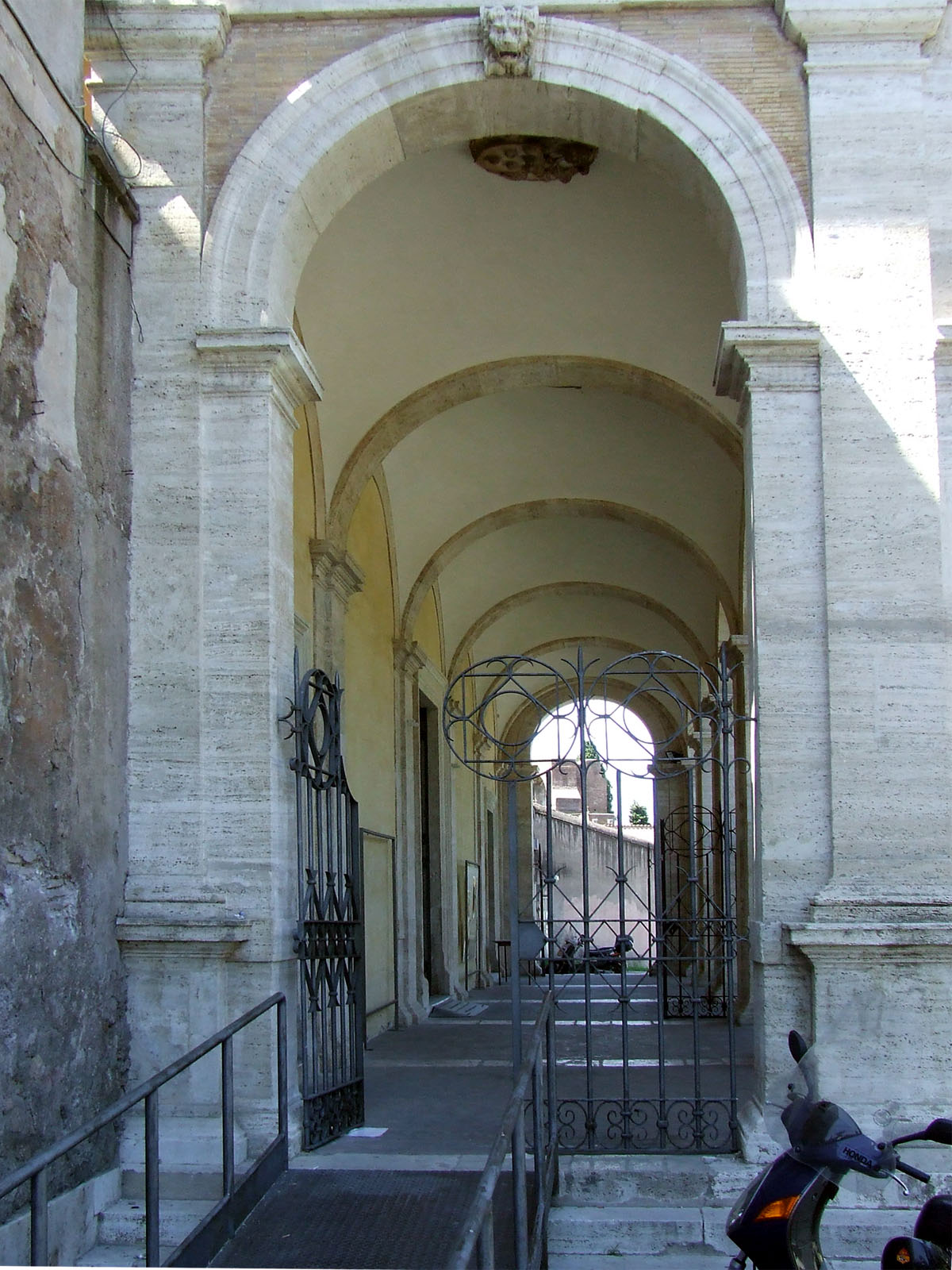
Le portique
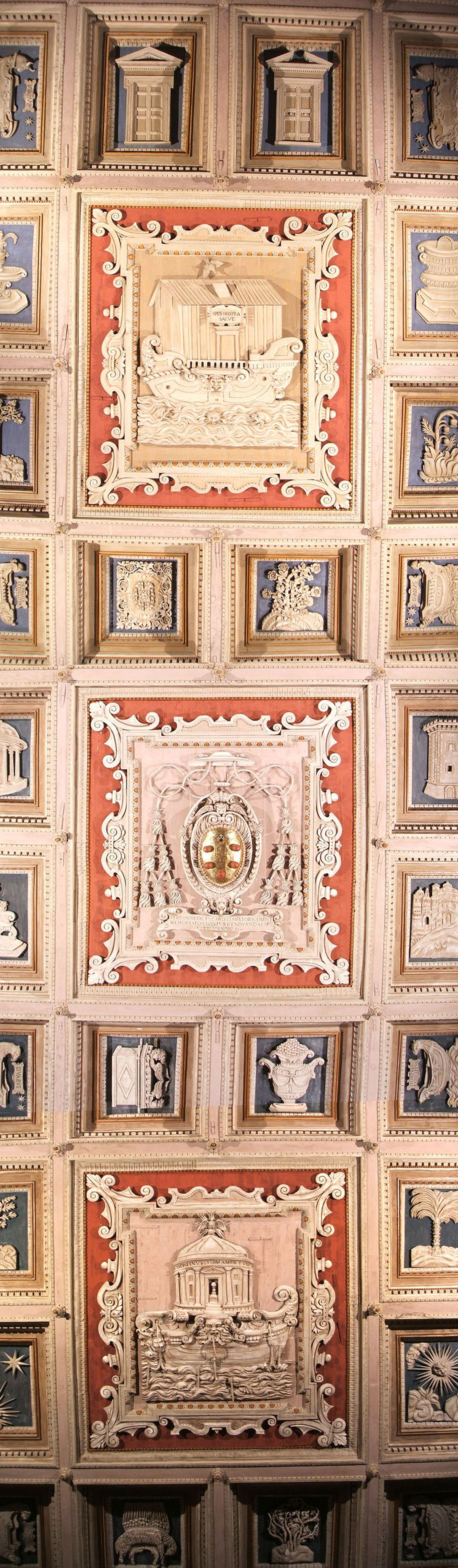
Le plafond à caissons Renaissance